# Hardangervidda
Hardangervidda je gorska planota (norveško vidde) v osrednji južni Norveški, ki pokriva dele okrožij Vestland, Vestfold og Telemark in Viken. To je največja planota te vrste v Evropi, s hladnim alpskim podnebjem skozi vse leto, in tukaj je eden največjih norveških ledenikov Hardangerjøkulen. Velik del planote je zaščiten kot del narodnega parka Hardangervidda. Hardangervidda je priljubljena turistična destinacija in kraj za prosti čas ter je idealna za številne aktivnosti na prostem.

## Geografija in geologija
Planota je največja erodirana planota (peneplen) v Evropi, ki pokriva površino okoli 6500 km² na povprečni nadmorski višini 1100 metrov. Najvišja točka na planoti je Sandfloegga, ki doseže višino 1721 m.
Za pokrajino Hardangervidda je značilno pusto barje brez dreves, ki ga prekinjajo številni tolmuni, jezera, reke in potoki. Med zahodno stranjo, kjer prevladujejo skalnati tereni in prostranstva golih skal, in vzhodno stranjo, ki je veliko bolj položna in bolj poraščena, so pomembne razlike. Tudi podnebje se razlikuje med obema stranema: na zahodni strani je znatno bolj mokro kot na vzhodni, v nekaterih delih je zabeleženih več kot 1000 milimetrov na leto. Izrazit vrh Hårteigen 1690 m je viden po večjem delu planote.
Velik del geologije Hardangervidda je izjemno starodaven. Valoviti hribi so ostanki gora, ki so jih med ledenimi dobami podrli ledeniki. Kamninska podlaga je v glavnem predkambrijskega in kambro-silurskega izvora.
Območje Hardangervidda je bilo nekoč del subkambrijske peneplena, preden so ga v paleozoiku narinili pokrovi kaledonske orogeneze. Mnogo kasneje, v miocenski dobi, se je sodobna planota Hardangervidda oblikovala kot peneplen, oblikovan na morski gladini. Potem so bili v zgodnjem pliocenu Hardangervidda in celotno južno Skandinavsko gorovje dvignjeni za več kot tisoč metrov.

## Rastlinstvo in živalstvo
Celotna Hardangervidda je nad gozdno mejo. Njeno alpsko podnebje omogoča prisotnost številnih vrst arktičnih živali in rastlin južneje kot kjer koli drugje v Evropi. Njene divje črede severnih jelenov so med največjimi na svetu, leta 1996 so zabeležili približno 15.000 živali, leta 2008 pa okoli 8000. Med letom se selijo čez planoto in se preselijo iz svojih zimskih pašnikov na vzhodni strani Hardangervidda, kjer pasejo lišaje, na svoja kotišča v bolj rodovitnem zahodnem delu planote. 26. avgusta 2016 jih je strela ubila 323, kar je spodbudilo razpravo norveške agencije za okolje o tem, ali pustiti toliko trupel na prostem.
Spremenljivo podnebje planote izrazito vpliva na rastlinstvo, ki je bogatejše na bolj vlažni zahodni strani kot na bolj suhem vzhodu; velik del planote pokrivajo grobe trave, mahovi (zlasti šotni mah) in lišaji.
Ciklosporin, imunosupresivno zdravilo, ki se pogosto uporablja pri presajanju organov za preprečevanje zavrnitve, je bilo prvotno izolirano iz glive Tolypocladium inflatum (Beauveria nivea), najdene v vzorcu zemlje, pridobljenem leta 1969 na Hardangervidda.
V holocenskem podnebnem optimumu (kamena doba) pred 9000–5000 leti je bilo regionalno podnebje toplejše in veliki deli Hardangervidda so bili gozdnati; borove hlode še vedno najdemo ohranjene v barjih precej nad današnjo gozdno mejo. Zaradi napovedanega segrevanja bi lahko bil Hardangervidda spet večinoma poraščen z gozdom.

## Centri za obiskovalce
Narodni park ima na planoti dva centra za obiskovalce: Hardangervidda Natursenter v Eidfjordu in Hardangervidda Nasjonalparksenter (center narodnega parka) v Tinnu pri Skinnarbuju, blizu jezera Møsvatnet, mesta Rjukan in gorske vasice Rauland.

## Človeška naselja
Hardangervidda je bila poseljena tisoče let; na tem območju je bilo najdenih več sto nomadskih naselbin iz kamene dobe, ki so najverjetneje povezane s selitvijo severnih jelenov. Starodavne poti prečkajo planoto in povezujejo zahodno in vzhodno Norveško. En primer je Nordmannsslepa, ki povezuje Eidfjord in Veggli v dolini Numedal s Holom in Uvdalom. Še vedno je ključna tranzitna pot med Oslom in Bergnom. Bergenska proga in glavna norveška državna cesta 7 prečkata planoto.

## Narodni park
Leta 1981 je bil večji del Hardangervidda razglašen za narodni park, največji na Norveškem s 3422 km². Meje parka segajo od Numedal in Uvdal na vzhodu ter Røvelseggi in Ullensvang na zahodu. Norveško gorsko turistično združenje (DNT) vzdržuje obsežno mrežo koč in poti po planoti. Je priljubljena destinacija za pohodništvo, plezanje in ribolov, pozimi pa za tek na smučeh od koče do koče.

## V popularni kulturi
Norveška glasbena projekta Ildjarn in Nidhogg sta združila svoje talente in ustvarila dva ambientalna albuma, enega z naslovom Hardangervidda Part I (2003) in drugega Hardangervidda Part II (2003), ki sta bila v celoti navdihnjena s tem območjem.
Zadnji dve dejanji drame Ko se mrtvi prebudimo (dansko Når vi døde vågner) Henrika Ibsena sta postavljeni v gorsko zdravilišče v Hardangervidda.
Lokacijsko snemanje za Hothove sekvence v filmu Imperij vrača udarec je potekalo na ledeniku Hardangerjøkulen.
Naslovna tema norveškega filma O'Horten norveškega skladatelja Kaade se imenuje Čez planoto Hardanger Mountain Plateau in prikazuje vlak, ki prečka območje.